# Оливър Харт
Оливър Саймън Д'Арси Харт (на английски: Oliver Simon D'Arcy Hart) е английско-американски икономист.

## Биография
Роден е на 9 октомври 1948 година в Лондон в семейството на лекар от виден еврейски род. През 1969 година получава бакалавърска степен по математика в Кеймбриджкия университет, през 1972 година – магистърска степен по икономика в Уорикския университет и през 1974 година – докторат в Принстънския университет. След това работи в Лондонското училище по икономика до 1984 година, в Масачузетския технологичен институт до 1993 година и в Харвардския университет след това. Изследванията му са главно в областта на теорията на договорите, теорията на фирмата и корпоративните финанси.
През 2016 година Харт получава, заедно с Бенгт Холмстрьом, Нобелова награда за икономика „за техния принос в развитието на договорната теория“.